# Marcel-Ernest Bidault
Marcel-Ernest Bidault (nascido em 11 de maio de 1938) é um ex-ciclista francês que participou dos Jogos Olímpicos de Verão de 1964 em Tóquio, onde terminou em sexto lugar na corrida de 100 km contrarrelógio por equipes.